# Rodolfi Mansueto
Rodolfi Mansueto è un'azienda italiana specializzata nelle conserve alimentari, in particolare nel settore del pomodoro; fondata nel 1896 a Vicofertile, frazione di Parma, ha sede dal 1906 a Ozzano Taro, frazione di Collecchio, in provincia di Parma.

## Storia
Il primo piccolo stabilimento per la lavorazione del pomodoro fu fondato nel 1896 a Vicofertile da Remigio Rodolfi, coadiuvato dal fratello Giuseppe.
Nel 1906 Mansueto, figlio di Giuseppe, acquistò grazie all'aiuto del padre e dello zio un caseificio per la produzione del Parmigiano Reggiano situato a Ozzano Taro e vi costruì in adiacenza un'industria specializzata nella lavorazione del pomodoro; nacque allora ufficialmente l'azienda Rodolfi Mansueto.
Dopo aver partecipato alla prima guerra mondiale in veste di alpino, Rodolfi fondò in onore del corpo di fanteria da montagna il marchio Alpino, per contraddistinguere le conserve prodotte a Ozzano Taro.
Negli anni trenta acquistò un secondo stabilimento produttivo a Castelguelfo, ma i bombardamenti della seconda guerra mondiale causarono molti danni alle due industrie.

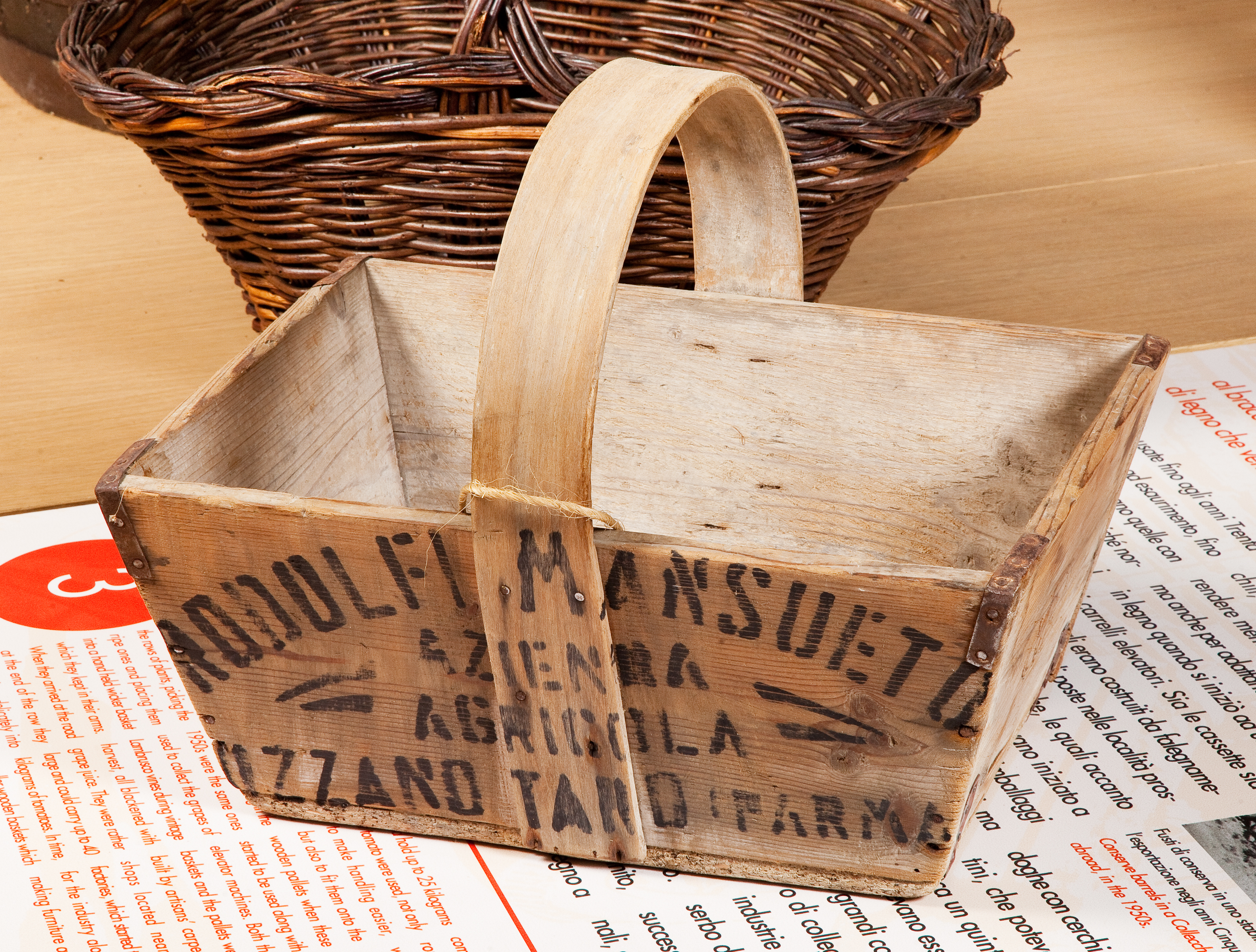
Cesto per la raccolta dei pomodori risalente alla prima metà del XX secolo, conservato nel Museo del pomodoro di Giarola

Al termine del conflitto, grazie anche all'aiuto dei due figli Lucio e Giuseppe, l'imprenditore riuscì faticosamente a ricostruire le strutture distrutte, che rifiorirono negli anni cinquanta in particolare dopo il successo del sugo Ortolina, confezionato in tubetti caratterizzati dallo slogan "L'orto in cucina"; sostituì inoltre tutti gli impianti, che a partire dagli anni sessanta consentirono di estendere la produzione ai sughi pronti, alle salse, alle passate e alla polpa di pomodoro, commercializzati anche con marchi di aziende terze.
Il 5 gennaio del 1970 Mansueto Rodolfi morì a Ozzano Taro e dopo sei anni scomparve anche il figlio Lucio; la direzione passò quindi a Giuseppe, che nel 1987 suddivise le attività di famiglia, costituendo la società per azioni Rodolfi Mansueto S.p.A., specializzata nelle conserve alimentari, l'azienda agricola Qualatico di Giuseppe Rodolfi e il caseificio per la produzione del Parmigiano Reggiano Sant'Elisabetta.
Negli anni novanta Giuseppe fu affiancato nell'attività dai figli Aldo, Isabella e Maria Virginia.
Nel 1997 l'azienda avviò la produzione della polvere di pomodoro liofilizzata.
Negli anni seguenti la società ottenne numerose certificazioni internazionali, che si aggiunsero alla ISO 9002 ottenuta nel 1996.
Nel 2012 l'azienda perse l'importante commessa storica con la Barilla, che costruì un proprio stabilimento di produzione dei sughi a Rubbiano di Solignano, di cui tuttavia la Rodolfi rimase il principale fornitore di semilavorato. La società si indirizzò quindi maggiormente verso il mercato estero e verso la produzione di prodotti col proprio marchio.
Nel 2013, nonostante la crisi del settore del pomodoro, la Rodolfi acquistò l'azienda Von Felten di Fontanini, frazione di Parma, specializzata nella produzione di semilavorati di pomodoro per l'industria e di verdure liofilizzate ed essiccate. La società avviò inoltre una serie di relazioni commerciali con le nazioni dell'Area di libero scambio dell'ASEAN.
Nel 2014, la Rodolfi fondò a Parma con l'azienda tedesca Hengstenberg GmbH & Co. KG, anch'essa specializzata nella produzione di conserve alimentari, una joint venture denominata ORO di Parma S.r.l., finalizzata alla commercializzazione di prodotti a base di pomodoro.
Nel 2016 la Von Felten fu incorporata nella società Rodolfi Mansueto S.p.A., che, coi complessivi 120 dipendenti fissi e 400 stagionali impiegati nei tre stabilimenti di Ozzano Taro, Castelguelfo e Fontanini, aveva raggiunto al termine dell'anno precedente un fatturato di 70 milioni di €, con un export di oltre il 50 %.

## Marchi

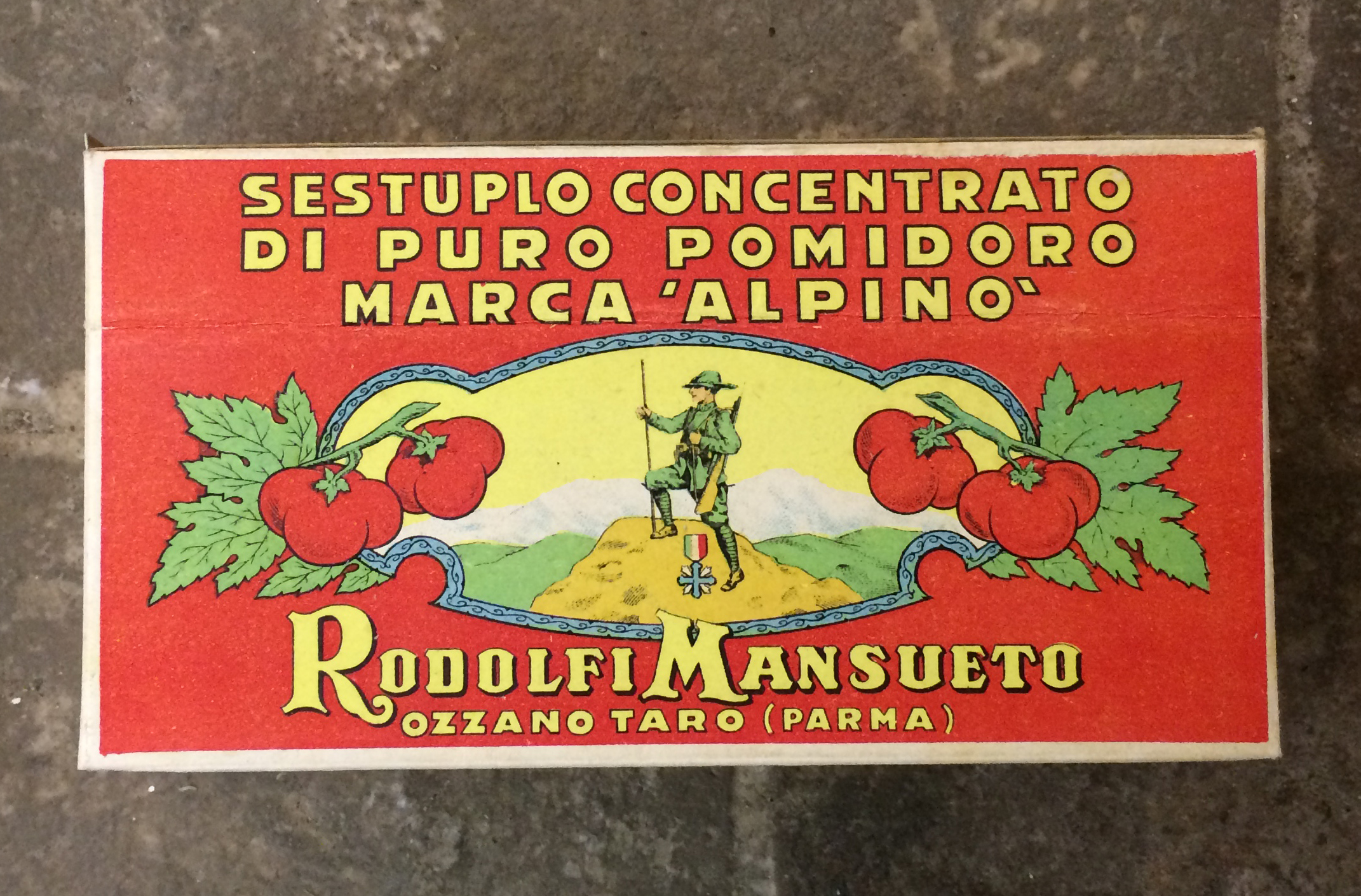
Scatola di confezionamento per sestuplo concentrato di pomodoro marca Alpino risalente alla prima metà del XX secolo, conservata nel Museo del pomodoro di Giarola

L'azienda produce prodotti sia per conto terzi sia con i propri marchi:
- Ortolina[4]
- Ortolina Kids[1]
- Alpino[4]
- Ardita[4]

## Prodotti
L'azienda produce in numerose varianti:
- polpa di pomodoro;
- sughi;
- concentrati di pomodoro;
- passate di pomodoro;
- polveri di pomodoro;
- pomodori pelati;
- verdure disidratate in pezzi, in farine o in granuli;
- estratti di vino;
- semilavorati per pasticceria.[8]